# Idaea lusohispanica
Idaea lusohispanica là một loài bướm đêm trong họ Geometridae.